# Lucrecia Sarria
Lucrecia Sarria (1907-1992) fue una destacada cantante lírica peruana (soprano lírica de coloratura) quien realizó su actividad musical entre los años 1930 y 1945 en escenarios tanto nacionales como internacionales.

## Carrera musical
En el año 1927 se presentó en el Teatro Municipal de Lima, donde demostró sus dotes para la lírica. En 1928 viajó a Italia, donde se perfeccionó en la técnica del bel canto. Al llegar a Milán tomó clases dentro del grupo de alumnos del maestro Dante Lari, quien le enseñó y perfeccionó en el canto lírico. Debutó a los tres años de su llegada, en el teatro "Wanda" de Savona con Lucia di Lammermoor de Donizetti para soprano de coloratura.
Prosiguió su carrera lírica actuando en 70 teatros italianos en Lucia di Lammermoor de Donizetti, Rigoletto de Verdi, La sonámbula de Bellini, Un baile de máscaras de Verdi, Elixir de Amor de Donizetti, El Barbero de Sevilla de Rossini y Mignon de Thomas entre otras. Posteriormente, viajó para actuar en Suiza y Bélgica.
En 1933, retornó a Perú debutando en el Teatro Municipal, con 26 conciertos en este escenario, como solista obligada de la O.S.N. de entonces.
En 1934, actuó en el Teatro Municipal de Santiago de Chile y en el "Sodre" de Montevideo.  En 1935, retornó a Perú para  interpretar el rol de Gilda en "Rigoletto" de Verdi y de Rossina en El Barbero de Sevilla de Rossini al lado del barítono Carlo Galleffi.  En 1936 viajó a Estados Unidos y actuó en el programa radial "The Magic Key Hour" de la National Broadcasting.
En 1937 actuó en el Teatro Bellas Artes de México en Lucia di Lammermoor y fue catalogada por la prensa mexicana como la "La Cajita Mágica de Música". RCA invitó a la joven soprano para grabar seis arias. Posteriormente, ya en 1938, grabó para el mismo sello en USA, cuatro canciones de concierto de su amplio repertorio.
Retornó a Perú para una serie de conciertos en Lima, Arequipa, Trujillo y Piura. La compositora nacional Rosa Mercedes Ayarza de Morales compuso especialmente para ella "La Marinera", "El Picaflor", y el pregón "La Ramilletera". En 1940 viajó a Buenos Aires,  contratada por Radio Belgrano, para una audición de gala al lado de cantantes de la categoría de Tito Schipa, Bidú Sayao, Jan Kiepura, Martha Eggerth, Hilde Reggiani y Mercedes Caraza.

## Retiro y distinciones
A mediados de la década de los 40 volvió a actuar en los Estados Unidos y también en la naciente televisión venezolana. En 1945 ofreció sus últimos recitales en el Teatro Municipal de Lima.  Posteriormente, debido a una operación de amígdalas, perdió parte de su rango agudo, lo que conllevó a su retiro de los escenarios y su posterior dedicación a la pedagogía, dictando cátedra de Bel canto en el Conservatorio Nacional de Música y en su residencia, formando varias generaciones de destacados cantantes líricos de nuestro medio, como Betty Montoya, Elsa Whittembury, Margarita Ponce, Juanita Llosa Porras, María Luisa Scamarone, Dora Brousset, Olga Gálvez, Violeta Hidalgo, Sara Ampuero Torres, Christiam Mantilla, Alejandro Pietro y Carlos Vásquez entre otros.
Lucrecia Sarria fue distinguida por las municipalidades de Arequipa y Trujillo con la medalla de esas ciudades. También recibió la distinción de la "Sociedad Ínsula". La municipalidad de Lima le otorgó la medalla de la ciudad en una ceremonia de gala efectuada en el salón dorado del teatro municipal. Asimismo, el ministerio de educación de Perú la distinguió con las Palmas Magisteriales en su más alto grado de "Amauta".  
El Conservatorio Nacional de Música del Perú la distinguió póstumamente como profesora honoraria de esa casa superior de estudios, por su trayectoria artística y pedagógica. El acto se llevó a cabo en la sede histórica del Conservatorio Nacional de Música del Perú.